# Национален военен учебен комплекс „Чаралица“
Националният военен учебен комплекс „Чаралица“ е учебен комплекс на българската армия, предназначен да обучава командния състав на българската армия.

## История
Създаден е под името Оперативен учебен комплекс „Чаралица“, военнопощенски № 18270, на 21 август 1981 г. Намира се в Горна Малина.
Предназначението на комплекса е да обучава командния състав на българската армия. В комплекса се провеждат обучения на командния състав на Генералния щаб и на видовете въоръжени сили. Представят се презентации и онагледяване на решения по действията на войските на тактическо и оперативно ниво, извършват се симулации и моделиране на бойни ситуации за нуждите на обучение на командния състав.
Използват се конструктивна система за симулация JCATS, симулационна система Combat Ground Simulator (CGS), Deployable Instrumented Training System (DITS), виртуален симулатор VBS-2.

## Командири на комплекса
- полковник Трендафил Иванов Тасков (1981 – 1983)
- полковник Иван Димитров Цветков (1983 – 1984)
- полковник Стоян Димитров Димитров (1985 – 1991)
- полковник Вълчо Грозев Краев (1992 – 1994)
- подполковник Тодор Бонев Кърджалийски (1995)
- полковник Станимир Антимов Николов (1995 – 2000)
- подполковник Стоимен Георгиев Котов (2000 – 2005)
- полковник Иван Пенков Тонински (2005 – 2008)
- полковник Богомил Любомиров Гълъбов (2009 – 2014)
- полковник Мирослав Иванов Маринов (2014 – 2018)
- полковник доктор Кръстю Кръстев Кръстев (2018 – 2021)
- полковник Веселин Георгиев Василев (2021 г.-30 юли 2023)
- полковник Бончо Бонев (от 30 юли 2023)